# Список мурованих фортець Росії
У цьому переліку наведено муровані твердині, що розташовані на теренах Росії — кам'яні фортеці, кремлі, замки, укріплені монастирі. Список побудовано за географічним принципом. У ньому наведено як збережені до нашого часу (повністю або частково), так і втрачені споруди. Споруди, що вціліли більш або менш фрагментарно, позначено рожевим кольором. Об'єкти, що не збереглись повністю або не зберегли мурованих частин виділено сірим кольором. Для кожного об'єкта дається назва, місце розташування, дата спорудження мурів, примітки, фото.

## Список мурованих фортець
|  | Споруди, що вціліли більш або менш фрагментарно.                     |
|  | Об'єкти, що не збереглись повністю або не зберегли мурованих частин. |

| Назва                                                            | Місце розташування                        | Дата спорудження | Примітки | Фото |
| ---------------------------------------------------------------- | ----------------------------------------- | --- | --- | ---- |
| Московський кремль                                               | Москва                                    | Знаменитий архітектурний комплекс XIV — XX ст. Сучасні муровані стіни з 20 вежами зведено в 1485 — 1495 рр. Вежі дістали нинішнього вигляду після надбудов XVII ст. Загальна довжина стін — 2235 м. | Мури Кремля (як і значна кількість його храмових та світських споруд) побудовано італійцями — Алевізом Фрязіним Старим (Алоїзіо да Корезано), Петром Фрязіним (П'єтро Антоніо Соларі), Марком Фрязіним (Марко Руффо) та Антоном Фрязіним (Антоніо Джильярді). Значні ділянки стін і деякі вежі дійшли у вигляді новобудов 1780-х рр. та 1812 — 1835 рр. Нині — пам'ятка ЮНЕСКО. |      |
| Мури Китай-міста                                                 | Москва                                    | Зведені в 1535 — 1538 рр. італійцем Петроком Малим Фрязіним (Пьєтро Франческо Аннібале). | Первісно при довжині 2527 м мур мав 12 башт. Перебудовувалась у XVII — XIX ст. Більшу частину мурів знищено більшовиками в 1934 — 1935 рр. та наприкінці 1940-х рр. (ділянка вздовж Москви-ріки), залишились фрагменти муру та лише одна з веж. |      |
| Фортеця Білого міста                                             | Москва                                    | Зведена в 1585 — 1591 рр. майстром Ф. С. Конем. Її довжина — бл. 10 км., фортеця мала 28 глухих та 11 проїзних веж. | Мури повністю розібрано в 1760-ті рр. |      |
| Новодівочий монастир                                             | Москва                                    | Великий архітектурний ансамбль, в осн. XVI — XVII ст. Муровані стіни з 12 баштами зведено наприкінці XVI ст. та повністю перебудовані в стилі наришкінського бароко в 1688 — 1704 рр. | Нині — пам'ятка ЮНЕСКО. |      |
| Донський монастир                                                | Москва                                    | Великий архітектурний ансамбль XVI — XVIII ст. Муровані стіни з 12 вежами, зведені в стилі наришкінського бароко в 1686 — 1711 рр. | |      |
| Симонов монастир                                                 | Москва                                    | Колись це був видатний архітектурний ансамбль XVI — XIX ст. Муровані стіни з 6 баштами зведено наприкінці XVI ст., повністю перебудовані в 1630-ті рр. | Монастирський комплекс понищений більшовиками в 1930 р. Від мурів залишилась ділянка стін з 3 вежами. |      |
| Новоспасський монастир                                           | Москва                                    | Архітектурний ансамбль XVII — XIX ст. Стіни з 5 вежами збудовано в 1640-ві рр. | Стіни дещо поруйновано більшовиками в 1930-ті рр., зараз реконструюються. |      |
| Троїце-Сергієва Лавра                                            | Московська область, Сергіїв Посад         | Великий архітектурний ансамбль XV — XVIII ст. Монастирська фортеця з 10 вежами збудована в 1540-ві рр., повністю перебудована в XVII ст. | Слугувала царською резиденцією. Монастир в 1608 — 1618 рр. витримав численні ворожі напади й облоги. Фортеця дуже добре збереглась, хоча деякі вежі спотворені перебудовами в XVIII — XIX ст. Пам'ятка ЮНЕСКО. |      |
| Новоєрусалимський монастир.                                      | Московська область, Істра                 | Архітектурний ансамбль XVII — XVIII ст. Муровані стіни з 8 вежами зведено в 1690 — 1694 рр. | Ансамбль було дуже поруйновано німецькими військами в 1941 р., проте мури в основному вціліли. |      |
| Йосифо-Волоцький монастир                                        | Московська область, Тєряєво               | Архітектурний комплекс в осн. XVI — XVII ст. Мури з 7 вежами побудовано в 1543 — 1566 рр. (і повністю перебудовано в 1645 — 1688 рр.). | Монастирська фортеця добре збереглась до нашого часу. |      |
| Миколо-Пешношський монастир                                      | Московська область, Луговой               | Комплекс споруд XVI — XIX ст. Муровані стіни з 7 вежами будувались в 1680-ті рр. | Мури сильно перебудовані в XIX ст. Залишились окремі ділянки давніх стін, більшість веж перебудована. |      |
| Савино-Сторожевський монастир                                    | Московська область, Савина Слобода        | Чудово збережений ансамбль XV — XVIII ст. Муровані стіни з 7 вежами (1 знищено пізньою перебудовою) зведено в 1650 — 1654 рр. | До катерининських часів монастир слугував царською резиденцією. |      |
| Зарайський кремль                                                | Московська область, Зарайськ              | Архітектурний комплекс XVI — XIX ст. Білокам'яно-цегляні стіни довжиною бл. 800 м з 7 вежами збудовані в 1528 — 1531 рр. | Кремль непогано зберігся до нашого часу. |      |
| Коломенський кремль                                              | Московська область, Коломна               | Архітектурний комплекс XVI — XVIII ст. Муровані стіни довжиною 1640 м з 17 вежами побудовано в 1525 — 1531 рр. скоріш за все італійськими майстрами. | Більшість мурів разібрані в XVIII — XIX ст. Залишились фрагменти стін з 7 вежами. |      |
| Можайський кремль                                                | Московська область, Можайськ              | В XVI ст. кам'яною була лише Микольська вежа. Муровані стіни та більшість веж побудовано в 1624 — 1626 рр. | Фортецю повністю знищено наприкінці XVIII ст. Нині не існує. |      |
| Серпухівський кремль                                             | Московська область, Серпухів              | Білокам'яні стіни кремля, довжиною 933 м були оздоблені 8 вежами. Побудовані в 1552 — 1556 рр. | Фортеця відбила напади поляків та запорожців в 1609 — 1618 рр. Розбиралась поступово, починаючи з XVIII ст. Нині залишились лише жалюгідні рештки. |      |
| Висоцький монастир                                               | Московська область, Серпухів              | Архітектурний комплекс XVI — XVII ст. Монастирські мури завдовжки 510 м зведені в 1640-ві рр. | Більша частина стін та 3 з 5 веж було знищено більшовиками в 1930-ті рр. Нині мури відновляються. |      |
| Успенський Александровський монастир («Александровська слобода») | Владимирська область, Александров         | Архітектурний ансамбль в осн. XVI — XVII ст. Муровані стіни та вежі зведено наприкінці XVII ст. | Іноді монастир називають місцевим «кремлем». |      |
| Спасо-Євфимієвський монастир                                     | Володимирська область, Суздаль            | Архітектурний ансамбль XVI — XVII ст. Муровані стіни довжиною бл. 1200 м та вежі зведено в 1670-ті — 1680-ті рр. | Монастир фактично був цитаделлю міста, бо власне Суздальський кремль не мав мурованих укріпленнь. В царські, пізніше в радянські часи, він слугував в'язницею. Пам'ятка ЮНЕСКО. |      |
| Богоявленсько-Анастасіїн монастир                                | Кострома                                  | Пам'ятка архітектури XVI — XIX ст. Муровані стіни з 6 вежами збудовано в 1642—1648 рр. | Майже всі стіни та вежі знищені в XIX — XX ст. До нашого часу залишилась лише одна вежа, спотворена перебудовою в XIX ст. |      |
| Іпатіївський монастир                                            | Кострома                                  | Історично поділяється на Старе і Нове міста. Муровані стіни та вежі Старого міста будувались в 1586—1590, 1621—1623 рр., Нового міста — в 1642—1645 рр.. | |      |
| Толзький монастир                                                | Ярославль, Толга                          | Монастирські стіни та вежі зведені в 1690-ті рр. митрополитом Іоною (Сисоєвичем). | |      |
| Ярославський кремль ("Рублене місто")                            | Ярославль                                 | Муровані стіни кремля з 16 вежами зведено в 1640-ві — 1670-ті рр. | Кремль майже повністю знищено наприкінці XVIII ст., до наших часів залишились лише 2 поодинокі вежі — Вользька та Власьєвська (Знаменська). Залишки кремля — серед міських пам'яток ЮНЕСКО. |      |
| Спасо-Преображенський монастир.                                  | Ярославль                                 | Пам'ятка архітектури XVI — XIX ст. Муровані стіни та вежі побудовано в 1560-ті — 1580-ті рр. і повністю перебудовано в 1621 — 1646 рр. | Після численних перебудов XIX ст. від первісних мурів залишились лише ділянки стін та дві вежі. Цей монастирський комплекс іноді й називають "кремлем" Ярославля. Пам'ятка ЮНЕСКО. |      |
| Ростовський архієрейський двір («Ростовський кремль»)            | Ярославська область, Ростов Великий       | Чудово збережений архітектурний ансамбль, в осн. XVI — XVII ст. Стіни та вежі збудовано в 1670 — 1683 рр. ростовським митрополитом Іоною (Сисоєвичем). | До «кремлівського» двору з двох боків приєднано ділянки слабких мурованих огорож. Мури ж власно «кремля» мають 7 високих веж та дві надбрамні церкви-фортеці. |      |
| Борисоглібський монастир                                         | Ярославська область, Борисоглібський      | Чудово збережений великий монастир-фортеця XVI — XVII ст. Муровані стіни засновано в 1545 р., але сучасні зведено в 1650-ті — 1680-ті рр. митрополитом Іоною (Сисоєвичем). | Довжина стін — 1040 м., вони мають дві надбрамні церкви-фортеці та 10 веж. |      |
| Микитський монастир                                              | Ярославська область, Переславль-Залєський | Архітектурний комплекс XVI — XIX ст. Муровані стіни та вежі зведено в 1560-ті рр., перебудовувались. | Монастир фактично слугував твердинею міста, бо сама Переславльська фортеця була дерев'яною. |      |
| Троїцький Калязинський монастир                                  | Тверська область, Калязін                 | Архітектурний комплекс XVI — XVIII ст. Муровані стіни довжиною бл. 700 м з 6 вежами збудовано в 1644 — 1648 рр. майстрами І. та М. Шарутіними. | Монастир повністю зруйновано більшовиками в 1939 р. |      |
| Смоленська фортеця                                               | Смоленськ                                 | Величезна фортеця з довжиною стін 6,5 км та з 38 вежами збудована в 1596 — 1602 рр. майстром Ф. С. Конем. | Поступово розбиралася в XVIII — XX ст. До нашого часу дійшли великі фрагменти муру з 17 вежами. |      |
| Вяземька фортеця                                                 | Смоленська область, Вязьма                | Мала дерев'яні стіни та муровані вежі (1632 р.). | Зруйнована в XVIII ст. До нашого часу збереглась лише одна вежа — Спасська. |      |
| Пафнутьєво-Боровський монастир                                   | Калузька область, Боровськ                | Архітектурний комплекс XVI — XVIII ст. Муровані стіни з 6 вежами закладено в 1535 р., зведено у другій половині XVI ст. | Довжина стін — 673 м. |      |
| Тульский кремль                                                  | Тула                                      | Архітектурний комплекс XVI — XX ст. Муровані стіни з 9 вежами побудовано в 1514 — 1521 рр. | Довжина стін — 1066 м. |      |
| Новгородська фортеця                                             | Великий Новгород                          | Складалася з кремля та міських укріплень. Мурований Новгородский кремль («Детинець») закладено в 1333 р., в 1484 — 1490 рр. зведено заново Іваном ІІІ. Добре зберігся до нашого часу, хоча в XVII — XIX ст. багато разів перебудовувався та реконструйовувався.                                                                     | Довжина стін кремля — 1,5 км. Із 12 веж кремля втрачені часом 3. Нині кремль — архітектурний ансамбль XI — XIX ст., пам'ятка ЮНЕСКО. А от з численних кам'яних веж міських укріплень (1391 р., перебудовані в 1502 — 1504 рр.) залишилась лише одна — Біла (Олексіївська) вежа.                                                                                                 |      |
| Фортеця Ниєншанц (Канці, Шлотбург)                               | Санкт-Петербург                           | Попередниця міста. Заснована шведами в 1611 р., добудована в 1677 р. | Муровано-земляна фортеця бастіонного типу. В 1703 р. взято штурмом, знищено бл. 1717 р. |      |
| Петропавлівська фортеця                                          | Санкт-Петербург                           | Фортеця муровано-земляна, бастіонного типу. Закладено в 1703 р., сучасного вигляду дістала в 1740-ві — 1780-ті рр. Нині це великий архітектурний комплекс XVIII — початку XX ст. | У царські часи слугувала також в'язницею із жорстоким режимом. Пам'ятка ЮНЕСКО. Її окремо розташований кронверк (побудований в XIX ст.) нині займає Артилерійський музей. |      |
| Фортеця Кронштадт                                                | Санкт-Петербург, Кронштадт                | Мури — численні форти та батареї, закладені в 1723 р. З XVIII по XX ст. фортеця — головна твердиня столиці — постійно перебудовувалась та вдосконалювалась. | Більшість фортів на острові Котлін та на південному березі Балтики побудовано наприкінці XIX — на початку XX ст. Нині Кронштадт — пам'ятка ЮНЕСКО, хоча більшість укріплень у занедбаному стані. |      |
| Виборзька фортеця                                                | Ленінградська область, Виборг             | Складалась із замку та міських укріплень. Замок закладено в 1293 р. (сучасного вигляду набув у XV — XVII ст.), міські мури зведено в 1470-ті рр. і перебудовано в 1690-ті рр. | Сам Виборзький замок непогано зберігся до нашого часу, а від міських укріплень залишились лише 2 вежі — «Кругла» та «вежа Ратуші». |      |
| Староладозька фортеця                                            | Ленінградська область, Стара Ладога       | Перша мурована фортеця побудована ще наприкінці IX ст. варягами. На початку XII ст. зведена знову, потім перебудована в XVI ст. | У XVIII — XIX ст. занепала і зруйнувалась. Збереглись 2 вежі (реконструйовані в радянські часи), частина стін та церква Георгія (1160-ті рр.). |      |
| Фортеця Орешек (Нотебург, Шліссельбург)                          | Ленінградська область, Шліссельбург       | Мури закладено в 1352 р. Фортецю перебудовано наприкінці XV ст., потім шведами в XVII ст. | З початку XVIII ст. — в'язниця з особливо жорстоким режимом. Пошкоджена під час війни, частково реконструйована в первісних формах. |      |
| Івангородська фортеця                                            | Ленінградська область, Івангород          | Закладена в 1492 р., перебудована в середині XVI ст. Нині архітектурний комплекс XV — XVIII ст. | Дуже пошкоджена гітлеровцями в 1944 р., проте збереглась в основних своїх частинах. |      |
| Фортеця Копорьє                                                  | Ленінградська область, Копорьє            | Кам'яну фортецю закладено в 1280 р., перебудовувалась в 1297 р. та на початку XVI ст. | Від фортеці залишились залишки стін з 4 вежами. |      |
| Фортеця Ям                                                       | Ленінградська область, Кінгісепп          | Закладено в 1384 р., перебудованао XV — XVI ст. | Повністю зруйновано в 1681 р. Нині не існує. |      |
| Фортеця Корела (Кексгольм)                                       | Ленінградська область, Приозерськ         | Закладено в 1310 р., перебудовано в XV — XVI ст. | Від фортеці залишились рештки стін і однієї з веж. |      |
| Псковська фортеця                                                | Псков                                     | Колись це була найміцніша фортеця Росії — до її складу входили муровані Кремль («Кром») (1337 р.), Довмонтове місто (XIV — XV ст.), два ряди міських укріплень (XV — XVII ст.). Усього було 9,5 км стін та 40 веж. | Поруйнована часом фортеця була відреставрована та реконструйована в 1960-ті рр. Краще зберігся комплекс Кремля та Довмонтова міста. Від міських укріплень залишились розрізнені вежі та фрагменти ділянок стін. |      |
| Гдовська фортеця                                                 | Псковська область, Гдов                   | Стіни та вежі були побудовані в 1431 — 1434 рр. | Поступово руйнувалась з XVII по XX ст. Нині залишились лише рештки стін. |      |
| Ізборська фортеця                                                | Псковська область, Старий Ізборськ        | Закладена ще в XII ст. Муровані стіни з 6 вежами побудовано наново в 1330-ті рр., пізніше обновлялись і перебудовувались. Довжина стін - бл. 850 м. | Фортеця дуже поруйнована часом, проте зберегла всі основні свої частини. Микольский собор у фортеці — 1330-х рр., дзвіниця — XIX ст. |      |
| Псково-Печерський монастир                                       | Псковська область, Печори                 | Муровані стіни з 10 вежами (збереглося 9) побудовані в основному в 1557 — 1565 рр. | Довжина стін — 810 м. В XVI — на початку XVIII ст. витримав напади шведів. |      |
| Островська фортеця                                               | Псковська область, Остров                 | Побудована наприкінці XIV ст., в XV — на початку XVI ст. перебудовувалась, занепала наприкінці XVII ст. | Залишки стін майже повністю знищено під час війни. Залишилась лише Микольська церква (1543 р.). |      |
| Порховська фортеця                                               | Псковська область, Порхов                 | Закладена в 1387 p., добудовувалась в XV ст. Невелика фортеця з 3 вежами, церквою (XV — XVIII ст.) та дзвіницею (XIX ст.). | Нині в дуже занедбаному стані. |      |
| Кенігсберзький замок.                                            | Калінінград                               | Закладений в 1255 р. Багато разів перебудовувався в XIV - XVIII ст. | В замковій капеллі проходила коронація королів Пруссії. Поруйнований в 1944 - 1945 рр. Руїни остаточно знесено в 1956 - 1957 рр. |      |
| Соловецький монастир                                             | Архангельська область, Соловецькі острови | Архітектурний ансамбль XVI — XVIII ст. Муровані стіни та вежі збудовано в 1582 — 1594 рр.(майстро Трифон). | Витримав численні напади ворогів в XVI — XIX ст. В царські часи слугував тюрмою, в радянські — концентраційним табором. Нині — пам'ятка ЮНЕСКО. |      |
| Новодвінська фортеця                                             | поблизу Архангельська                     | Муровано-земляна фортеця бастіонного типу. Збудована до 1700—1714 рр.. | Дійшла до нашого часу в дуже руїнованому вигляді. |      |
| Фортеця Купецького двора                                         | Архангельськ                              | Укріплений торговельний комплекс будувався в 1668 — 1684 рр. (М.Анцин, Д. М. Старцев). | Після численних перебудов та руйнуваннь 1770-х рр. — початку XX ст. від фортеці залишились лише залишки з 2 дуже перебудованими вежами. |      |
| Кирило-Білозерський монастир                                     | Вологодська область, Кирилов              | Великий монастир-фортеця, ансамбль XV — XVII ст. Монастир історично поділяється на Старе та Нове міста. Старе місто складається з двох монастирів — Успенського («Великого») та Іванівського («Малого»). Стіни Успенського монастиря зведені в 1523 — 1557 рр., Іванівського — наприкінці XVI ст., Нового міста — в 1653 — 1682 рр. | В 1612 — 1616 рр. стіни Старого міста витримали кілька облог та штурмів польсько-литовських військ. Нині музей-заповідник. |      |
| Вологодський кремль                                              | Вологда                                   | Мури будувались в 1566 — 1571 рр., але кам'яними були лише половина стін та 11 з 23 веж. | Кам'яні частини розібрані в XVIII ст. (остаточно — в 1823 р.). |      |
| Вологодський архієрейський двір                                  | Вологда                                   | Архітектурний комплекс XVII — XVIII ст. Стіни з 4 вежами збудовано в 1671 — 1675 рр. | Комплекс церковних та світських споруд. Ансамбль розташований в самому центрі колишнього Вологодського кремля, в давні часи він був цитаделлю міста. В XVIII ст. стіни частково перебудовано, одна з веж — повністю втрачена. |      |
| Спасо-Прилуцький монастир                                        | Вологда, Прилуки                          | Ансамбль монастиря зведений в основному в XVI — XVIII ст. Стіни з 5 вежами збудовано в 1640 — 1656 рр. | Довжина муру — 950 м. |      |
| Макаріївський Жовтоводський монастир                             | Нижньогородська область, Макарьєво        | Архітектурний комплекс XVII ст. Стіни та вежі збудовано в 1662 - 1667 рр. | В XVII — XIX ст. біля стін монастиря проходив всеросійський Макаріївський ярмарок. |      |
| Нижегородський кремль                                            | Нижній Новгород                           | Архітектурний комплекс XVI — XX ст. Стіни та вежі збудовано в 1500 — 1515 рр. італійцем Петром Фрязіним (Пьєтро Франческо). | Довжина стіни — близько 2 км. Із 13 веж до нашого часу збережено 12. |      |
| Казанський кремль                                                | Казань                                    | Архітектурний комплекс XVI — XXI ст. Стіни та вежі будувались в 1552 — 1560 рр. (Постнік Яковлєв) та наприкінці XVI ст. | Довжина стіни — 1800 м. Із 13 веж 5 втрачено (повністю або частково) при перебудовах XVIII — XIX ст. Кремль — пам'ятка ЮНЕСКО. |      |
| Сизранський кремль                                               | Самарська область, Сизрань                | Кам'яні стіни з 5 вежами будувались з 1683 р. | Кремль майже повністю знищено в XVIII ст. Залишилась лише проїзна шатрова Спаська вежа. |      |
| Азовська фортеця                                                 | Ростовська область, Азов                  | Земляна фортеця, з мурованими частинами, бастіонного типу. Зведена в 1770-ті — 1780-ті рр. | Значна частина фортеці зруйнована часом. |      |
| Астраханський кремль                                             | Астрахань                                 | Архітектурний комплекс XVI — XIX ст. Стіни з 6 вежами збудовано в 1582 — 1589 рр. | Довжина стін — 1487 м. |      |
| Дербентська фортеця.                                             | Дагестан, Дербент                         | Складається з цитаделі Нарин-Кала та міських укріплень (останні дійшли із значними втратами). Закладена Сасанідами в VI ст., з тих часів неодноразово перебудовувалась. | Довжина стін — 3600 м. Нині — пам'ятка ЮНЕСКО. |      |
| Тобольський кремль                                               | Тюменська область, Тобольськ              | Архітектурний комплекс XVII — XIX ст., єдиний в Сибіру мурований кремль. Стіни побудовані С.Ремезовим. Мури складаються з цитаделі — Купецького двору-фортеці (1702 — 1706 рр.) та зовнішніх стін (1708 — 1718 рр.). | Частина зовнішніх стін втрачена в XVIII ст. |      |

## Декоративні мури, що не мали оборонного характеру
У XVII - XVIII століттях за зразком середньовічних фортець було зведено мури декількох монастирів. Хоча старі дерев'яні монастирські стіни частіше мали озброєння, нові твердині оборонної функції вже не виконували.
| Назва                           | Місце розташування                        | Дата спорудження | Примітки | Фото |
| ------------------------------- | ----------------------------------------- | --- | --- | ---- |
| Данилов монастир                | Москва                                    | Архітектурний ансамбль XVII - XIX ст. Мури з 7 вежами зведено наприкінці XVII ст. | |      |
| Спасо-Анроніков монастир        | Москва                                    | Архітектурний ансамбль XV - XIX ст. Мури та вежі зведено в 1747 - 1756 рр. | |      |
| Борисоглібський монастир        | Московська область, Дмитров               | Архітектурний комплекс головним чином початку XVI - XIX ст. Мурована огорожа з 4 вежами зведена в 1685 - 1689 рр.                                                                                             | |      |
| Богородице-Різдвяний монастир   | Володимирська область, Владимир           | Закладений ще у XII ст. Архітектурний комплекс склався у XVII - XIX ст. Мурована огорожа зведена наприкінці XVII ст.                                                                                          | Хоча більшість монастирських споруд була знищена більшовиками у 1930-ті рр., огорожа вціліла до нашого часу у первісному вигляді. |      |
| Михайло-Архангельський монастир | Володимирська область, Юрьєв-Польський    | Монастирський комплекс XVI - XIX ст. Первісні мури зведені ще в 1530-ті рр., проте після численних перебудов XVII - XVIII ст. від них залишилась лише ділянка з трьома вежами.                                | |      |
| Покровський монастир            | Володимирська область, Суздаль            | Монастирський комплекс початку XVI - XVIII ст. Мурована огорожа будувалась поступово, починаючи з першої половини XVI ст. Остаточно комплекс монастирських стін склався у першій половині XVIII ст..          | |      |
| Миколо-Улейминський монастир    | Ярославська область, Улейма               | Архітектурний ансамбль головним чином XVII - початку XVIII ст. Муровані стіни зведено на початку XVIII ст. | |      |
| Спасо-Яковлевський монастир     | Ярославська область, Ростов Великий       | Архітектурний ансамбль XVII - XIX ст. Муровані стіни та вежі зведено наприкінці XVIII ст. | |      |
| Горицький монастир              | Ярославська область, Переславль-Залєський | Архітектурний ансамбль XVII - XVIII ст. Муровані стіни та вежі зведено наприкінці XVIII ст. | |      |
| Тихвинський Успенський монастир | Ленінградська область, Тихвин             | Архітектурний ансамбль початку XVI - XIX ст. Муровані стіни та вежі будувались поступово більше ста років, починаючи з середини XVII ст. За цей час монастирська фортеця втратила усіляке військове значення. | |      |

## Галерея

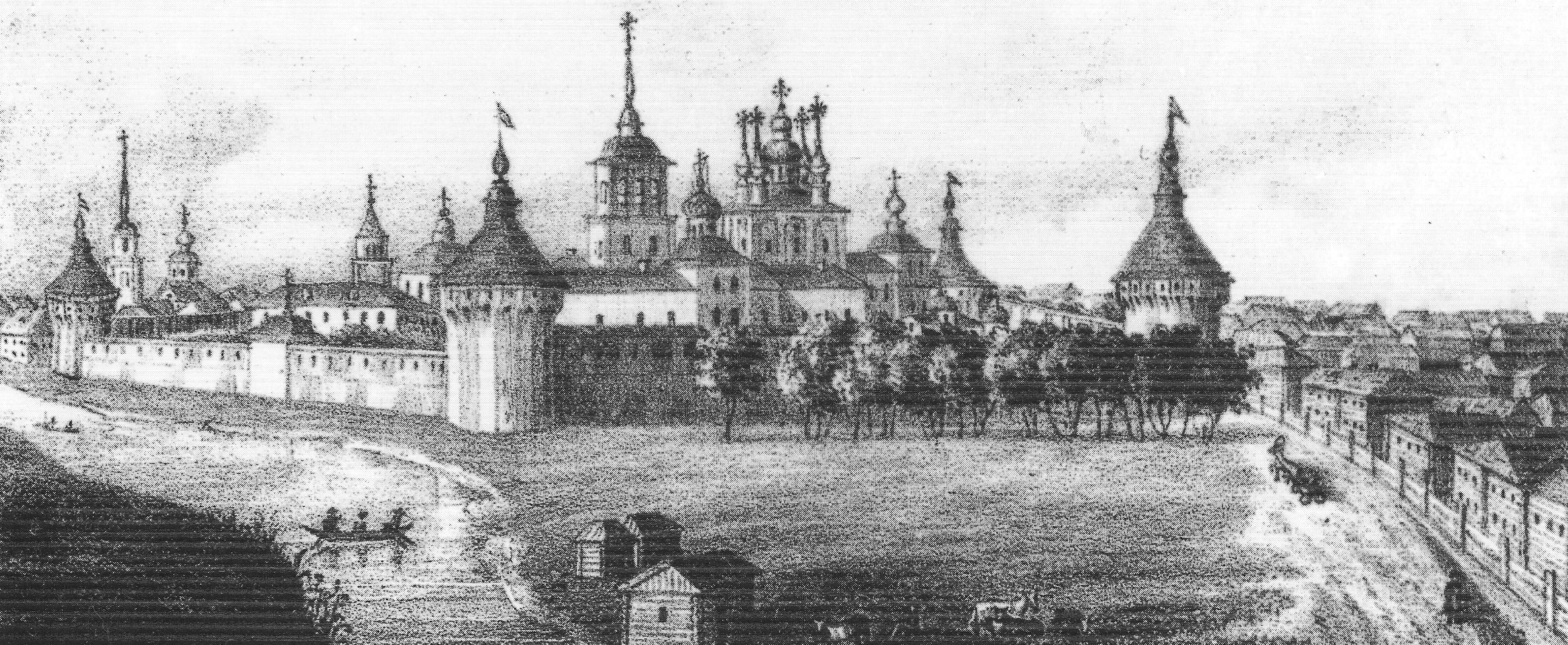
Спасо-Прилуцький монастир на гравюрі 1830-х рр.
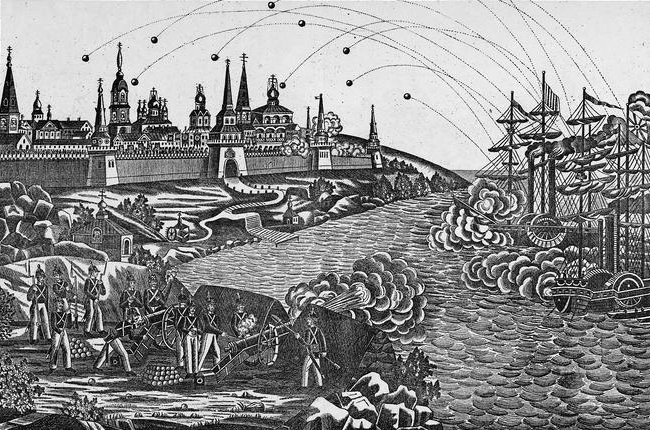
Кримська війна: англійські кораблі нападають на Соловецький монастир. Лубок.
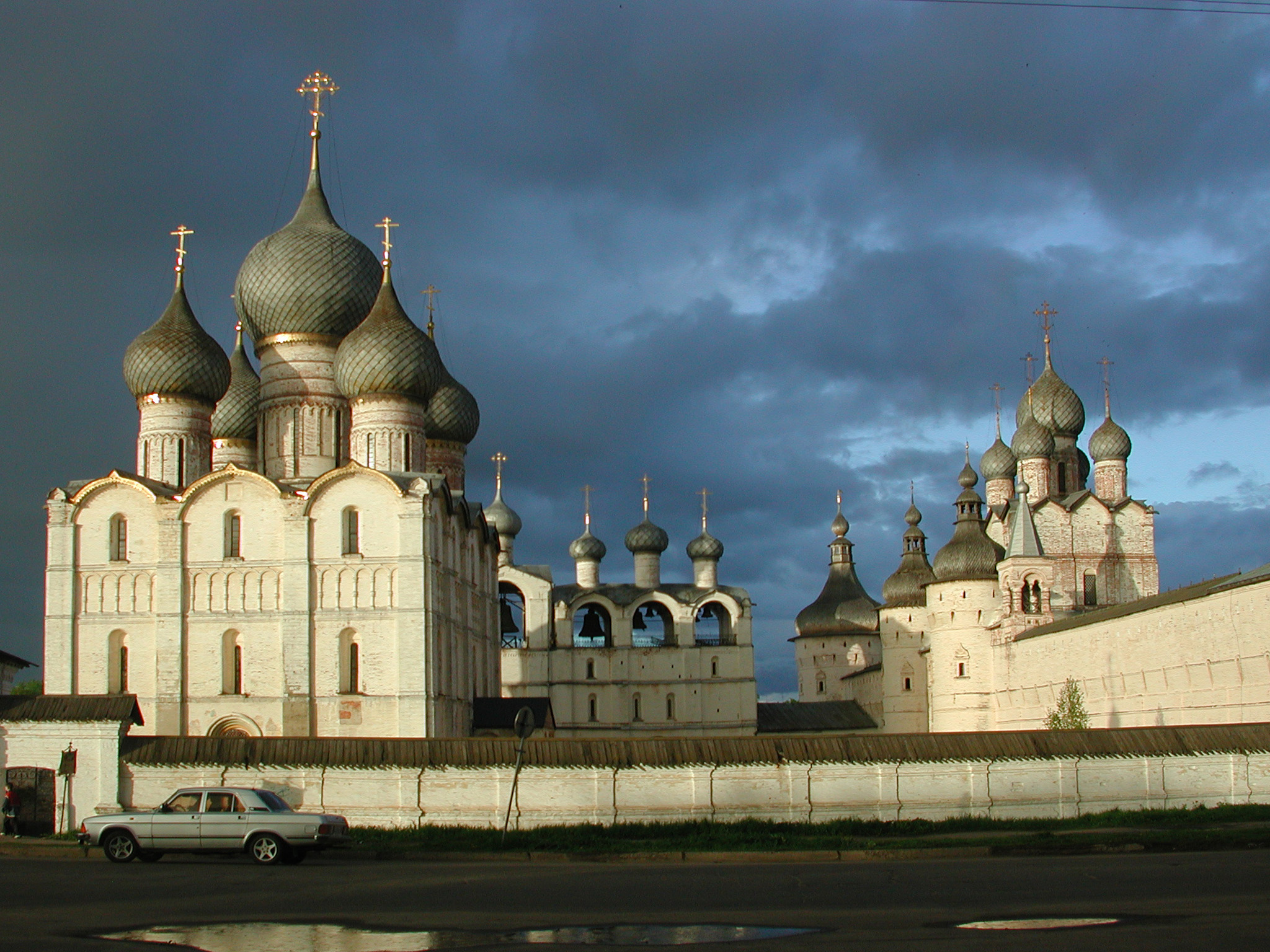
На території ростовського архієрейського двору-«кремля» проходили зйомки фільму «Іван Васильович змінює професію».
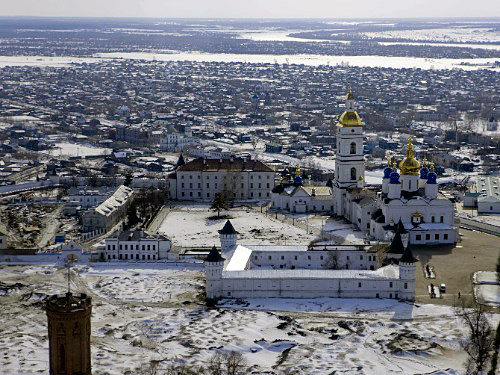
Тобольський кремль. На передньому плані цитадель — Купецький двір.
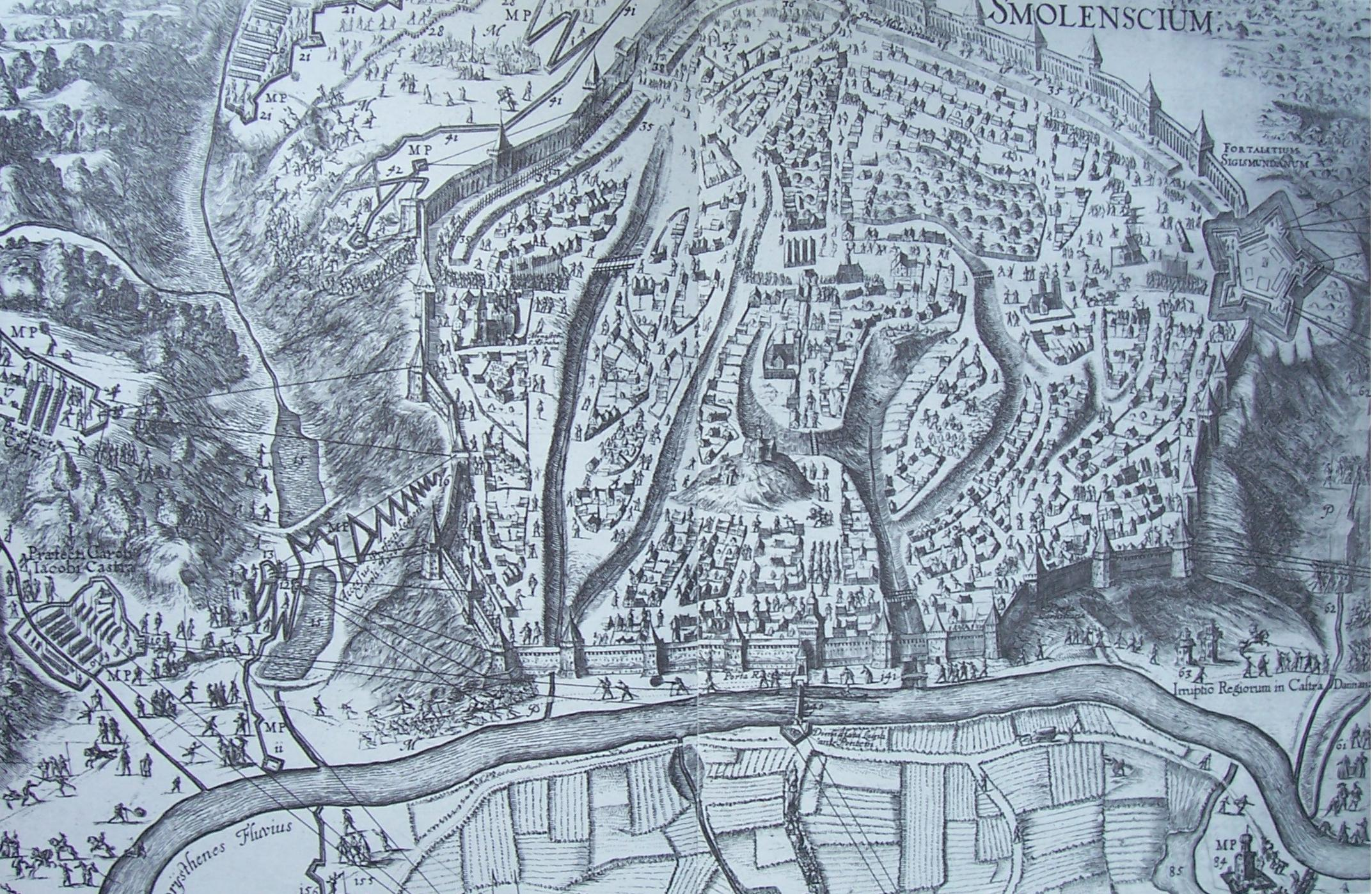
Смоленські мури на старовинній гравюрі В. Гондіуса (1636 р.).
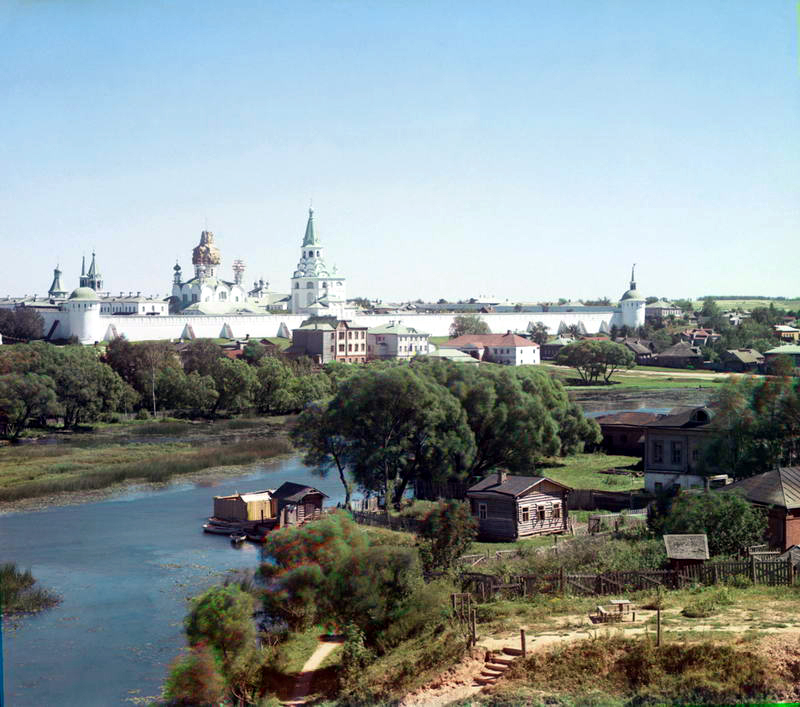
Александровський Успенський монастир на дореволюційному фото (С.Прокудін-Горський).
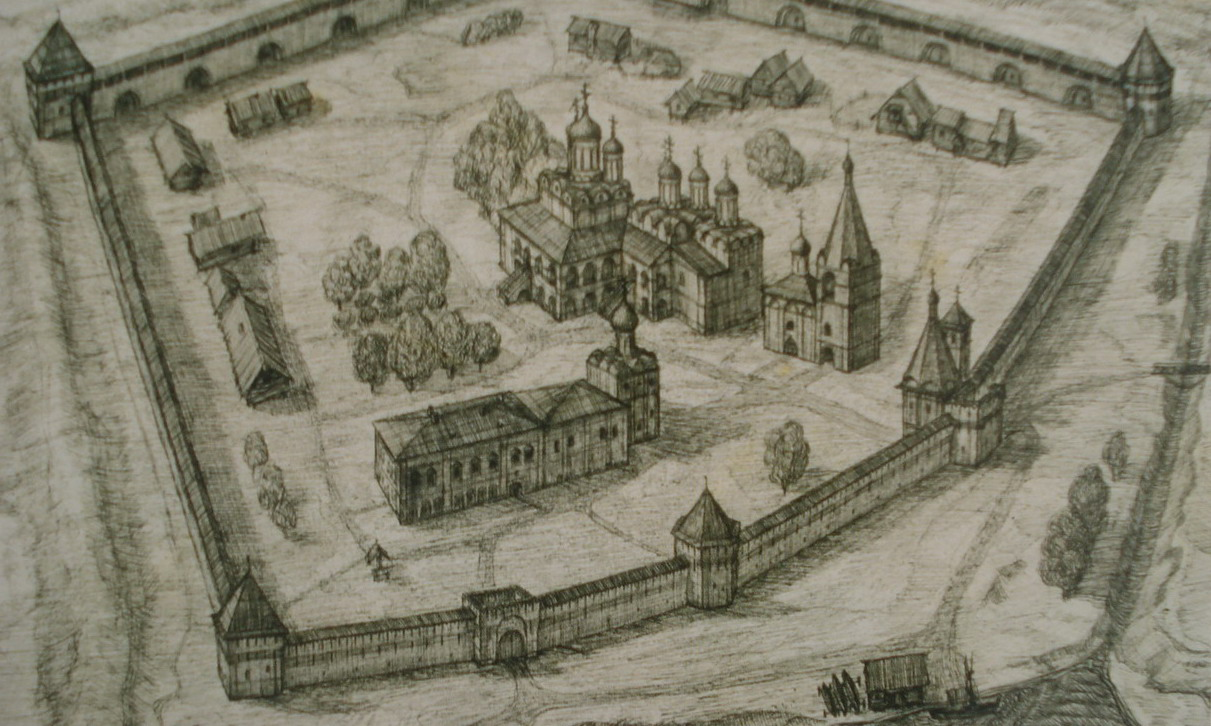
Вигляд Ярославльського Спасо-Преображенського монастиря в XVII ст. Реконструкція.